# Giacomo Caputo (archeologo)
Giacomo Caputo (Agrigento, 1901 – Firenze, 1991) è stato un archeologo italiano.

## Biografia
Caputo si laureò presso l'Università di Palermo. Dopo un anno di docenza nei licei (1926-27), compì scavi archeologici a Palma di Montechiaro presso Agrigento e nel 1928 divenne borsista della Scuola archeologica italiana di Atene.
Nel 1930 scavò sull'isola greca di Lemno, dove scoprì il villaggio di Poliochni risalente all'Età del bronzo. Fu quindi nominato ispettore delle antichità di Siracusa (1933), dove lavorò sotto la guida di Paolo Orsi.
Nel 1933-34 fu soprintendente delle antichità nella Libia italiana. Effettuò scavi sul sito di Tolemaide (nel 1936 e negli anni successivi), diresse la ricostruzione del teatro antico di Leptis Magna e quella dell'arco di Marco Aurelio a Tripoli; supervisionò l'anastilosi delle colonne della basilica dei Severi di Leptis Magna e quella del teatro di Sabratha.
Da 1951 al 1958 Caputo fu soprintendente delle antichità dell'Etruria, quindi nominato segretario dell'Istituto nazionale di studi etruschi ed italici dal 1958 al 1966.
Nel 1963 fu eletto membro dell'Accademia Nazionale dei Lincei.

## Opere
- Laboratori e cantieri archeologici, in Libia IV, 1940
- Architettura del teatro di Leptis Magna, in Dionisio XIII, 1950, p. 164-170
- Biagio Pace, Sergio Sergi e Giacomo Caputo, Scavi sahariani. Ricerche nell'Uadi el-Agial e nell'Oasi di Gat, Roma, Accademia Nazionale dei Lincei, 1951.
- Le sculture dello scavo a sud del foro di Sabratha, in Quaderni di Archeologia della Libia I, 1950, p. 7-28
- La Montagnola, l'orientalizzante e le tholoi dell'Arno, in Bolletino d'arte XLVII, 1962, p. 111-162
- R. Bianchi-Bandinelli, G. Caputo e Vergaro-Cafarelli, Leptis Magna, 1964.
- Il teatro augusteo di Leptis Magna. Scavo e restauro (1947-1951), in  Monografie di Archeologia Libica, 1987